# 佤邦联合军
佤邦联合军，简称佤联军（UWSA），是缅甸佤邦事實上的執政黨佤邦聯合黨所領導的少數民族武装部队。佤邦联合军成立于1989年4月17日，是由緬甸共產黨人民军中分离出来的其中一支割據勢力。這是在缅甸各少數民族武装中相對裝備精良的軍隊，现有10个旅，其中北佤5个旅，南佤5个旅，有正规军3至4萬名士兵，预备军约500,000人，总部设于邦康，由原缅甸共产党人民军中部军区的领导人鲍有祥率領。
2009年1月1日，佤邦联合军宣布其控制領土名為“佤邦政府特別行政區”，事實上的首長是鮑友祥，副首長是肖明亮
儘管緬甸政府並未正式承認佤邦的主權，但緬甸軍隊經常與佤邦联合军合作，打擊撣邦民兵組織。儘管佤邦事實上獨立於緬甸中央政府的控制，但佤邦官方還是承認緬甸對其所有領土擁有主權。1989年佤邦联合军與緬甸軍簽署停火協議，2013年簽署和平協議。作為緬甸最大的少數民族武装，自2017年以來，它有效地領導了聯邦政治談判和協商委員會 (FPNCC)，代表了幾乎所有在2021年前非停火簽署國武裝團體。

## 歷史
1989年4月17日，以鲍有祥、魏赛堂为首的佤族部队发动兵變，脫離緬甸共產黨，将缅共领导人礼送至中国，結束了緬甸長期存在的共產主義叛亂。4月19日，兵变领导人宣布成立“缅甸民族民主联合党”，部队为“缅甸民族民主联合军”，主要创始人有鲍有祥、赵尼来、魏赛堂、陈三那、鲍有良。1989年5月9日，緬甸政府與缅甸民族民主联合军簽署停火協議，正式結束衝突。1989年11月，緬甸民族民主聯合黨和非共產主義的佤联盟合併成立了佤邦聯合黨，部队随之更名为佤邦联合军，正式将政权称为“佤邦”。佤邦得到了中國的大量支持，使其能事實上獨立於緬甸中央政府的控制，但作為交換條件佤邦承諾不會宣佈獨立及保持與中國邊境的穩定。
佤邦联合军成立之初，活动范围主要包括萨尔温江以东的领地（原人民军东北军区），以及位于萨尔温江以西、当阳一带的游击区（原人民军中部军区）和位于缅泰边境的游击区（由原东北军区新开辟的活动区域）。1994年，应缅甸军方的要求，佤联军从萨尔温江以西的游击区撤离。
1990年，佤邦聯合軍捲入了一場與毒梟坤沙領導的孟泰軍的衝突，緬甸國防軍與佤邦聯合軍聯手擊敗孟泰軍。1996年，「掸邦共和国」覆滅。 在這場衝突中，佤邦軍隊在以魏塞堂为首的独立团部队主攻下成功佔領了靠近泰國邊境地區景棟南北兩片獨立的領土。2009年8月，佤邦聯合軍进入與果敢的軍事衝突，這是自20年前簽署停火協議以來，少數民族軍隊與政府軍之間爆發的最大規模的交火。佤邦聯合軍還與流亡緬甸的阿薩姆抵抗組織合作，鼓勵印度阿薩姆的分離主義運動。 

## 控制領土

### 北佤
辖4个县1个特区，领土面积约1.7万平方公里，有人口50余万。

### 南佤
领土面积约1.3万平方公里，下辖6个区，有人口30余万。

## 番号
1989年4月，佤脱离缅共后，将旗下军队整编为417师、418师、420师、421师、525师、214师，并在总部成立中央警卫团、独立团、稽查大队和炮团。1989年5月，421师宰弄邦手下杀害师长，率领部队和地盘投靠815军区（第四特区）。1996年3月，以南佤420师和525师组建171军区。
2007年11月，佤邦联合党中央和联合军总部调整军队编制，除炮团外，取消原有军区、师、团编制，改为军区和旅，南佤原171军区、214师、2518团（原独立团）、南部管委会合并组成新的171军区和佤邦联合党171军区委员会，统一负责南佤的党、政、军工作，北佤418师改为418旅，468师改为468旅，3128团（原警卫团）、勐冒县大队、南邓特区连队、龙潭特区连队合并为318旅。
2010年10月，新成立618旅。
现今联合军在北部部队番号分为418旅（驻邦康特区）、318旅（驻富邦县南邓区）、468旅（驻勐波县勐波区）、618旅（驻勐能县弄切区）和由原炮团改编的485旅（驻邦康特区），同时将北部地区划分为4个战区，勐波县为一战区，勐能县为二战区，勐冒县和南邓特区为三战区，首府邦康特区为五战区。南部部队番号为248旅（驻万宏区户约）、518旅（驻永邦区）、772旅（驻勐角区）、775旅（驻回俄区）、778旅（驻凯隆区）。

## 参加战役
1996年战胜坤沙集团，并控制了原属坤沙集团的缅泰边境一片区域。

## 口号
- 佤邦联合军總司令鲍有祥
- 佤邦联合军女兵
- 佤邦联合军战士

口号为“听党指挥、能打胜仗、作风优良”。

## 轻武器
大部分武器由中国供应，俄罗斯也有少量供应，其余武器为缅共时期遗留的由苏联、东欧各国和越南供应的库存。另有缴获自缅军、中华民国国军泰缅孤军和蒙泰军的武器装备。

### 脚注
1. ↑  该组织活动范围仅限在印度东北地区

### 引用
1. 1 2 3  Tim Johnston. . Washington Post. 2009-08-29  [2021-05-05]. （原始内容存档于2010-09-15）.
2. ↑  佤邦新闻 Wa State News. .   [2023-11-18]. （原始内容存档于2023-11-18）. 联合军485旅法制宣讲会议 kru' naing' rob rom' lum' 486 bang rhuat kral' been' tat
3. ↑  .   [2023-11-18]. （原始内容存档于2023-11-18）.
4. ↑  Chouvy, Pierre-Arnaud. . Asia Times. 24 January 2004  [13 March 2006]. （原始内容存档于22 September 2010）.
5. ↑  . 6 June 2013  [2022-12-27]. （原始内容存档于2022-12-27）.
6. ↑  .   [2014-09-13]. （原始内容存档于2016-09-25）.
7. ↑  S.H.A.N. .   [29 November 2014]. （原始内容存档于2016-03-04）.
8. ↑  . （原始内容存档于2 March 2011）.
9. ↑  . PROJECT AK-47.   [29 November 2014]. （原始内容存档于2014-10-06）.
10. ↑  2011-10-13, 缅甸佤邦竟然是一个山寨版的中国 的存檔，存档日期26 November 2016., 军情观察
11. ↑  . BBC. 2013-07-13  [2022-12-27]. （原始内容存档于2022-11-30） （英语）.
12. 1 2  Lintner, Bertil.  (PDF) (报告). United States Institute of Peace: 147. April 2019  [2022-11-07]. （原始内容存档 (PDF)于2020-07-14） （英语）.
13. ↑  Kramer, Tom. . Transnational Institute. April 2009  [19 February 2012]. （原始内容存档于2012-03-14）.
14. ↑   (PDF). Global Justice Center.   [2012-02-19].[永久]
15. ↑  .   [2014-11-29]. （原始内容存档于2014-01-02）.
16. ↑  陈茵. . 《世界知识》. 2007, (24): 58–59.
17. ↑  S.H.A.N. .   [29 November 2014]. （原始内容存档于4 December 2014）.
18. ↑  . Eurasia Review. 19 June 2012  [29 November 2014]. （原始内容存档于2022-12-27）.
19. ↑  . . 佤邦教育委员会. : 55-56.
20. ↑  . 佤邦富强之音. 佤邦新闻局. 2017-10-01.